# Apanteles evansi
Apanteles evansi är en stekelart som beskrevs av Nixon 1971. Apanteles evansi ingår i släktet Apanteles och familjen bracksteklar. Inga underarter finns listade i Catalogue of Life.